# Convento de Luffness
O Convento de Luffness foi um convento dos Carmelitas, comummente conhecidos como os frades brancos, estabelecido em Luffness, na Escócia.